# Trest smrti v Bhútánu
Trest smrti v Bhútánu byl zrušen dne 20. března 2004. Trest smrti zcela zakázala i ústava z roku 2008. Tento zákaz je uveden mezi řadou základní ústavních práv. Zatímco některé ze základních práv, jako vlastnictví půdy, právo hlasovat či právo na stejný plat se vztahují pouze na občany Bhútánu, zákaz trestu smrti se vztahuje na všechny osoby.

## Historie
Podle reforem Tsa Yig, které provedl první král Bhútánu Ugyen Wangchuck, byl trest smrti určen pro vrahy, kteří uprchli z místa činu a pro ty, kteří padělali vládní dokumenty. Podle Zákona o národní bezpečnosti z roku 1992 byl trest smrti určen i pachatelům, kteří se provinili „zrádnými činy“ nebo zjevnými činy „se záměrem poskytnout pomoc a útěchu nepříteli, aby úmyslně a dobrovolně zradili královskou vládu“.
Dne 5. dubna 1964 byl ve sporu mezi konkurenčními politickými frakcemi zavražděn premiér Jigme Palden Dorji. Mezi popravenými lidmi za pokus o převrat byl i králův strýc a hlava Královské bhútánské armády, Namgjal Bahadur.